# Martha Bowen
Martha Bowen (Estados Unidos, 1980) es una nadadora estadounidense retirada especializada en pruebas de cuatro estilo, donde consiguió ser campeona mundial en 2001 en los 200 metros estilos.

## Carrera deportiva
En el Campeonato Mundial de Natación de 2001 celebrado en Fukuoka ganó la medalla de oro en los 200 metros estilos, con un tiempo de 2:11.93 segundos, por delante de la ucraniana Yana Klochkova (plata con 2:12.30 segundos) y la china Qi Hui (bronce con 2:12.46 segundos).